# George Meyer (Richter)
George Meyer (* 31. Januar 1828 in Bledeln, Königreich Hannover; † 13. Juli 1889 in Leipzig, Königreich Sachsen) war ein deutscher Reichsgerichtsrat.

## Leben
Meyer studierte an der Georg-August-Universität Göttingen Rechtswissenschaft und wurde 1848 Mitglied des Corps Bremensia.
Im September 1849 vereidigt, war er Amtsauditor in Uslar. Ab 1852 war er Gerichtsassessor in Göttingen, Lingen, Verden und Emden. Er kam 1860 als Obergerichtsassessor nach Hannover und wurde Mitglied der ersten juristischen Prüfungskommission. Von 1862 bis 1864 war er Substitut des Kronanwalts. Er wurde 1866 Obergerichtsrat am Obergericht Hannover und 1869 Appellationsgerichtsrat am Appellationsgericht Breslau. Seit 1875 Obertribunalsrat am Preußischen Obertribunal, wurde er 1879 an das neugegründete Reichsgericht berufen. Er starb mit 61 Jahren im Amt.